# The Rich Are Always with Us
The Rich Are Always with Us (bra: Erros do Coração) é um filme pre-Code estadunidense de 1932, do gênero comédia romântica dramática, dirigido por Alfred E. Green, estrelado por Ruth Chatterton, e coestrelado por George Brent e Bette Davis. O roteiro de Austin Parker foi baseado no romance homônimo de 1931, de Ethel Pettit.
Este foi o segundo dos onze filmes que Davis e Brent coestrelaram juntos.

## Sinopse
A socialite Caroline Grannard (Ruth Chatterton) tem tudo o que sempre quis: amigos, dinheiro e um bom marido. No entanto, quando ela descobre que Greg (John Miljan), seu esposo, está tendo um caso com Allison Adair (Adrienne Dore), uma mulher muito mais jovem, Caroline é forçada a reavaliar sua vida.

## Elenco
Na ordem dos créditos:
- Ruth Chatterton como Caroline Grannard
- George Brent como Julian Tierney
- Bette Davis como Malbro
- John Miljan como Greg Grannard
- Adrienne Dore como Allison Adair
- John Wray como Clark Davis
- Robert Warwick como Doutor
- Walter Walker como Dante
- Berton Churchill como Juiz Bradshaw
- Sam McDaniel como Max, mordomo de Julian

## Produção

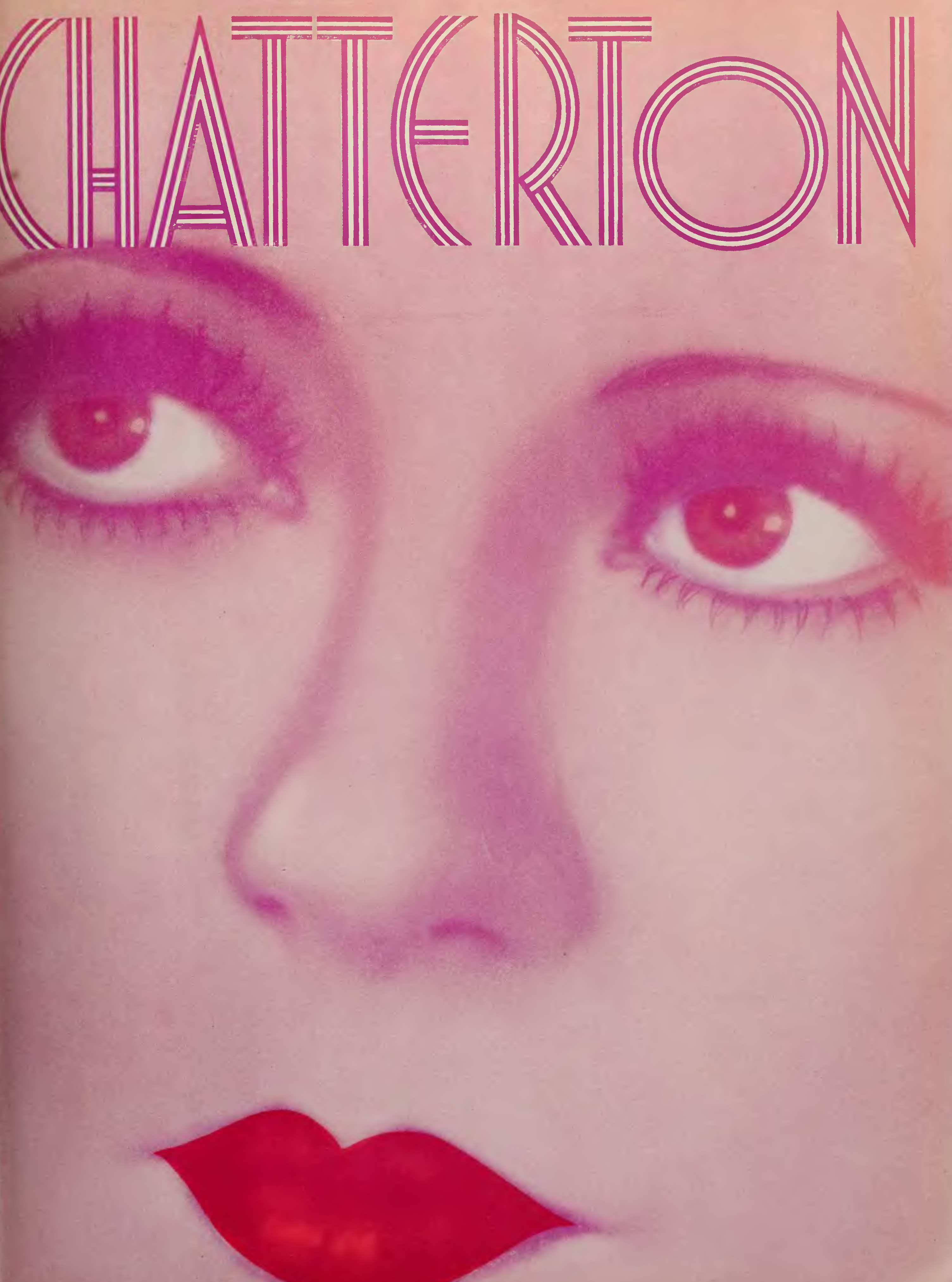
Anúncio de Ruth Chatterton no The Film Daily, 1932.

Bette Davis, escalada para o papel coadjuvante de Malbro, filmou "The Rich Are Always with Us" simultaneamente com "So Big", que foi lançado primeiro. O filme marcou a primeira vez que ela foi fotografada por Ernest Haller. Ele se tornou seu cinematógrafo favorito – e se referia a ele como "o gênio" e "meu homem milagroso" – além de ter trabalhado ao lado dele em treze projetos adicionais.
Davis era uma fã de longa data da atriz Ruth Chatterton e estava ansiosa para coestrelar ao lado dela. "O filme borbulhou com sagacidade e sofisticação", lembrou mais tarde, "e eu estava emocionada por estar aparecendo com a Srta. Chatterton". No primeiro dia de filmagem, Chatterton "varreu [o set] como Juno", disse Davis. "Eu estava devidamente deslumbrada. A entrada dela poderia ter ganhado uma indicação do Oscar". Chatterton deixou Davis tão nervosa que ela "literalmente não conseguia tirar uma palavra da minha boca", e finalmente disse a ela: "Estou com tanto medo de você que estou sem palavras!" Sua explosão espontânea ajudou a relaxar as duas. "Ela foi mais útil em suas cenas comigo depois disso. Eu nunca esqueci essa experiência e nos últimos anos, quando os jovens atores tinham medo de mim, eu sempre tentava ajudá-los a superar isso". Davis também estava feliz em trabalhar com Brent, mas seus esforços para envolvê-lo em um relacionamento romântico na época foram tão mal sucedidos quanto os de sua personagem; Brent e Chatterton se casaram logo após a conclusão do filme.

## Recepção
Mordaunt Hall, em sua crítica para o The New York Times, chamou o filme de "uma tentativa zelosa de alta comédia, que infelizmente tem mais sabor de Hollywood do que da sociedade da moda de Nova Iorque, com a qual deveria se preocupar". Ele acrescentou: "Isso resulta, no entanto, em ser levemente divertido devido ao desempenho encantador da Srta. Chatterton e à atuação competente dos outros. O pouco que possui em termos de história poderia ter sido melhor contado em um quinto de sua extensão". Ele continuou: "Srta. Chatteron, de acordo com todos os relatos, agora tem a escolha de suas histórias e, portanto, é surpreendente que ela tenha escolhido esta. Certamente, tem a virtude de ser contido na maioria de suas cenas, mas o diálogo, longe de ser inteligente, beira o bromídeo". Ele concluiu: "Srta. Chatterton faz uma caracterização graciosa e fácil. George Brent está excelente [e] Bette Davis ... também serve bem a este filme".

### Bilheteria
De acordo com os registros da First National Pictures, o filme arrecadou US$ 392.000 nacionalmente e US$ 94.000 no exterior, totalizando US$ 486.000 mundialmente. Com um orçamento de US$ 303.000, a produção obteve uma recepção mista do público.